# Pipistrellus pipistrellus
Pipistrelle commune
Espèce
Statut de conservation UICN

 LC  : Préoccupation mineure
La Pipistrelle commune (Pipistrellus pipistrellus) est une petite espèce de chauve-souris européenne, de la famille des Vespertilionidés, caractérisée par l’absence de feuille nasale et la présence de tragus.
Cette espèce est répandue en Europe, Ukraine, Biélorussie, Russie (jusqu’à Moscou), au Maghreb, Asie mineure, Caucase, Iran, Afghanistan, Asie centrale, Chine du Sud-Ouest et Taiwan du Nord. Elle est présente dans presque tous les habitats, aussi bien au cœur des villes que dans les maisons à la campagne, le plus souvent en des anfractuosités étroites des bâtiments, inaccessibles aux prédateurs de proximité (chat, fouine).

## Étymologie
Daubenton présenta en 1759 la première étude de synthèse sur les chauve-souris (intitulé Mémoire sur les chauves-souris) devant l’Académie royale des sciences. Il y décrit la Vespertilio pipistrellus. Plus tard, en collaboration avec Buffon, il en donne une description dans le chapitre « La chauve-souris » de l’Histoire naturelle (p. 19-20) et précise :  « Nous appellerons la cinquième espèce, qui n’était pas connue, la pipistrelle (Vespertilion pipistrelle, Cuv, Desm), du mot italien pipistrello, qui signifie aussi chauve-souris ». L’italien pipistrello, est une altération d’un ancien vipistrello, lui-même déformation du latin classique vespertilio, « chauve-souris » issu de vesper (le soir ou le crépuscule). Ainsi la dérivation du latin classique au latin scientifique suit le chemin suivant :
vesper latin > vespertilio latin > pipistrello italien > pipistrelle français > Pipistrellus latin scientifique du XVIIIe siècle
La première description reconnue est celle du zoologiste allemand Scherber publiée en 1775 qui renvoie à Daubenton et garde le même nom de Vespertilio pipistrellus. En 1897, le zoologiste américain Miller place l’espèce dans le genre Pipistrellus où elle est restée sous le nom de Pipistrellus pipistrellus.

## Description

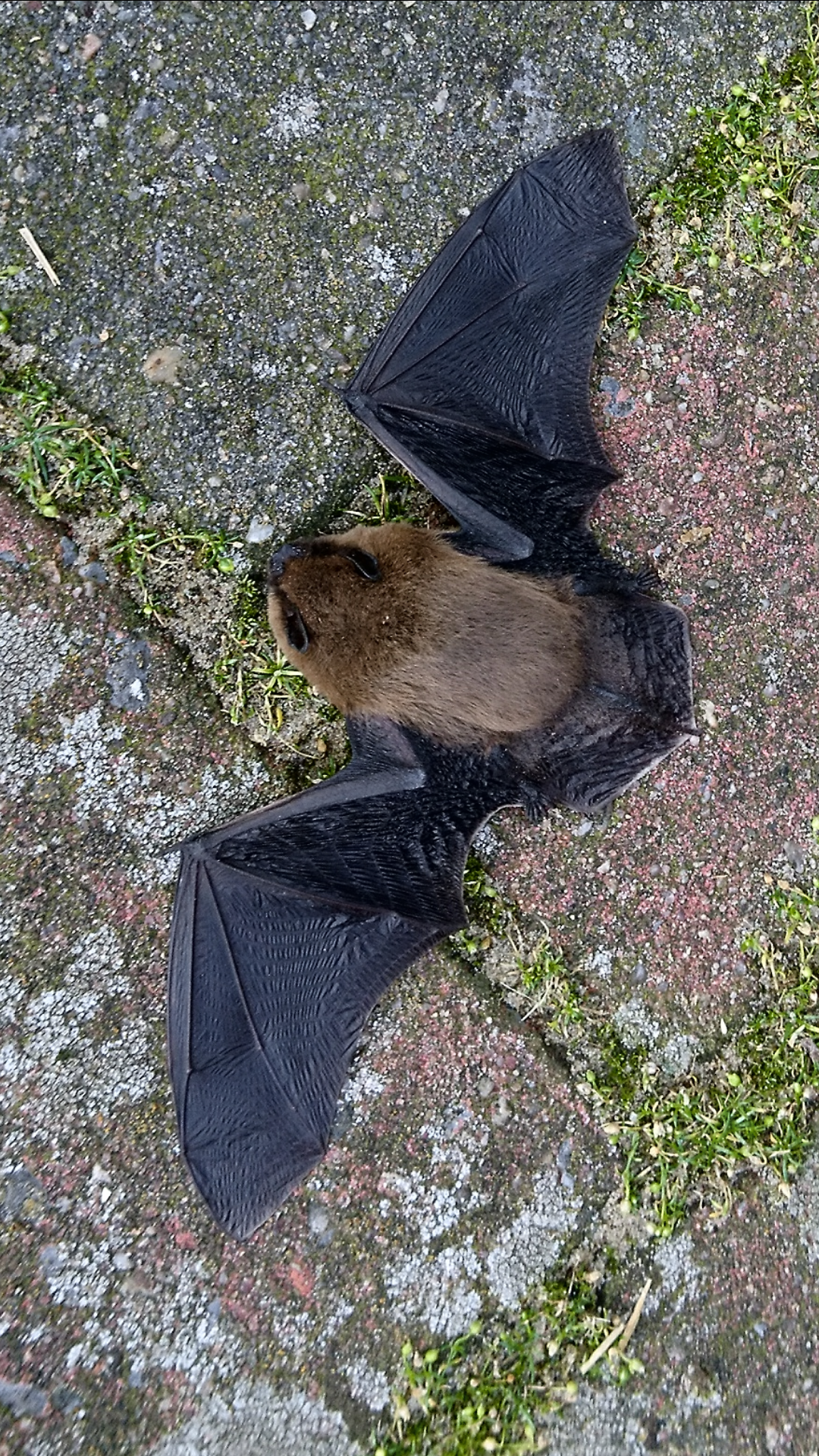
Pipistrelle commune, la membrane de l'aile (patagium) est tendue entre les doigts 2-3-4-5, le corps, la patte arrière et la queue

Au début des années 1990, la Pipistrelle pygmée a été distinguée de la Pipistrelle commune avec laquelle elle était confondue, par ses signaux écholocation de 10 kHz inférieurs. Dans de nombreuses études anciennes, le doute subsiste quant à l’espèce vraiment concernée.
- Taille du corps : corps trapu, de 3,5 cm à 5 cm[4].
- Envergure : 18 à 24 cm.
- Poids : 3 à 8 g.
- Denture : formule dentaire 2123/3123. La première incisive supérieure (I2) est bifide, robuste, la pointe de la deuxième incisive (I3) est plus courte que la petite pointe de la première[5]. Visibilité latérale de la 1e prémolaire supérieure.
- Cris d’écholocation : émission de moyennes fréquences de 42 à 49 kHz sous forme de fréquences modulées FM étroites et aplanies.
- Oreilles : courtes, larges et pourvues d’un tragus court à sommet arrondi.
- Patagium : bordé sur le bord extérieur d’un liseré blanc d’environ 2 mm entre le pied et le 5e doigt ; ce liseré peut être absent.
- Vol :  rapide, bas, en zigzag, saccadé.
- Longévité :  l’âge maximal est de 16–17 ans en revanche l’espérance de vie moyenne n’est que de 2,2 ans.
- Reproduction : maturité sexuelle 1re ou 2e année.

Cette petite chauve-souris a un pelage dorsal de brun sombre à brun roux et un pelage ventral plus clair mais peu contrasté. Les surfaces de peaux nues sont brun-noir et à peine plus clair autour des yeux. Le museau est noir. L’uropatagium n’est velu que près du corps.
La femelle possède une seule paire de mamelles (et pas de mamelles non fonctionnelles). Le pénis des mâles est brun-gris, filiforme, avec une remarquable bande médiane claire, caractéristique de l’espèce.

## Reproduction

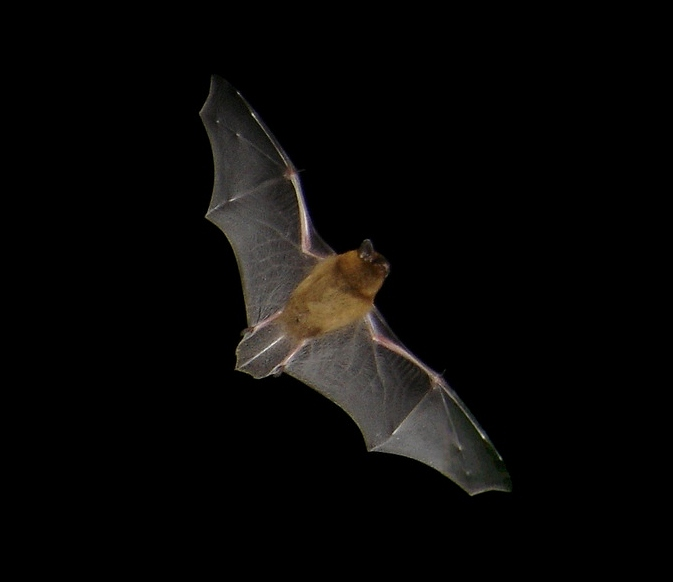
Pipistrelle commune (Bretagne)

La maturité sexuelle survient dès le premier automne pour une grande partie des jeunes.
Le cycle de la Pipistrelle commune se fait en trois étapes :
1. hibernation en colonie mixte de mâles et femelles
2. à la sortie de l’hibernation, les deux sexes se séparent. Les femelles se regroupent en gîtes de maternité, à partir d’avril-mai, pour mettre bas et élever leurs petits, alors que les mâles mènent une vie en général solitaire durant l’été. Quand les jeunes n’ont plus besoin de leur mère, les femelles quittent le gîte de maternité. C’est la fin de la ségrégation sexuelle.
3. de fin août à fin septembre, c’est la période des accouplements pendant laquelle les mâles établissent des « territoires de parade nuptiale ». Ils patrouillent dans cette zone, en émettant des cris sociaux – une sorte de chant - et en répandant une odeur musquée. Un mâle peut rassembler un harem d’une dizaine de femelles dans son gîte d’accouplement.

De la mi-juillet à la fin octobre, on peut observer dans le centre de certaines villes, les mâles de Pipistrelle commune patrouiller sur des territoires d’environ 200 m de diamètre. Ils les parcourent suivant des routes de vol régulières, en émettant des appels de séduction caractéristiques (observations faites à Bayreuth en Allemagne en 2006). Le jour, ils s’abritent dans les crevasses des habitations. Ces territoires de parade nuptiale sont densément distribués dans le centre-ville mais ne se recoupent pas les uns-les-autres. Ils sont plus rares en banlieue. Ils se trouvent situés dans la même zone que les grands gîte d’hivernage. Par contre, les gîtes de maternité se trouvent à la périphérie de la ville. Durant cette période de parades, des « invasions » de beaucoup de pipistrelles, comprenant beaucoup de jeunes de l’année, ont lieu en certains endroits. Le sens biologique de ces rassemblements n’est pas clair, mais ces regroupements automnaux dans des gîtes temporaires pourraient permettre un échange de reproducteurs entre colonies.
Les appels sociaux de séduction durant ces vols se caractérisent, par des trilles, formées par des répétitions de cris toutes les 0,8 s, avec une fréquence moyenne de 17,6 kHz, suivi par un appel à fréquence constante FC à 48 kHz. Par des chants émis en vol, les mâles adultes attirent des femelles dans des gîtes d’accouplement. Les mâles qui passent le plus de temps à effectuer des chants de séduction, sont visités par le plus grand nombre de femelles. Ils constituent des harems pouvant compter jusqu’à dix femelles.
Les spermatozoïdes restent vivants dans l’utérus de la femelle durant six mois.
Les gîtes de mise bas sont occupés à partir de mai. Une femelle peut avoir un à deux jeunes à la mi-juin, parfois jusqu’à début juillet. Les jeunes sont indépendants au plus tard au bout de 4 semaines.

## Régime alimentaire
La pipistrelle commune consomme des insectes volants, principalement des diptères ; selon l’habitat de chasse, les chironomes ou mouches dominent son régime. Très opportuniste, elle chasse les insectes volants, préférentiellement les Diptères mais aussi des Lépidoptères, Coléoptères, Trichoptères, Neuroptères, Cigales et Éphémères.

## Cris d’écholocation

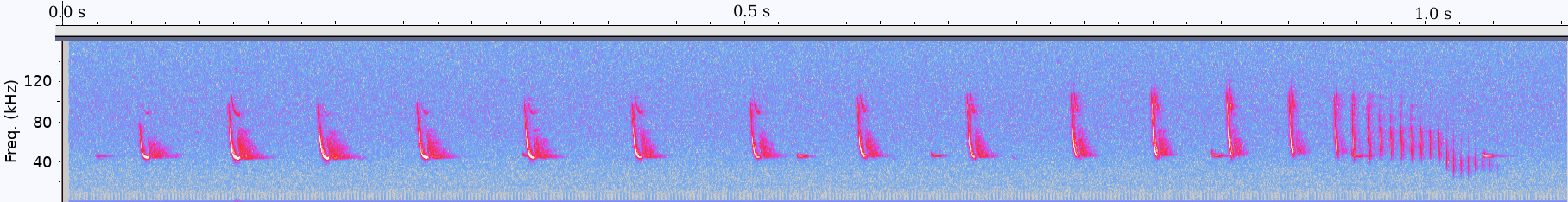
Cris d’écholocation d’une Pipistrelle commune approchant une proie, durant 1.1 s dilaté 20 fois

La pipistrelle émet des ondes ultrasonores par la gueule. Le cri est en fréquence modulée aplanie (début du signal en FM et fin en QFC) ayant jusqu’à 10 ms de durée. La fréquence terminale est de 42-51 kHz, généralement de 42-47 kHz.
Lorsqu’elle chasse, l'écho sur l’insecte est très faible et ne peut être perçu tant que le signal émis n’est pas terminé. Celui-ci très puissant, sature l’oreille (voir Chiroptera#L'ouïe et l'écholocation). Quand elle s’approche de sa proie, elle multiplie des cris de plus en plus courts, pour diminuer la fenêtre aveugle (voir le spectrogramme ci-contre).
Les cris sociaux sont des trilles de 4 ou 5 éléments.

## Aire de distribution

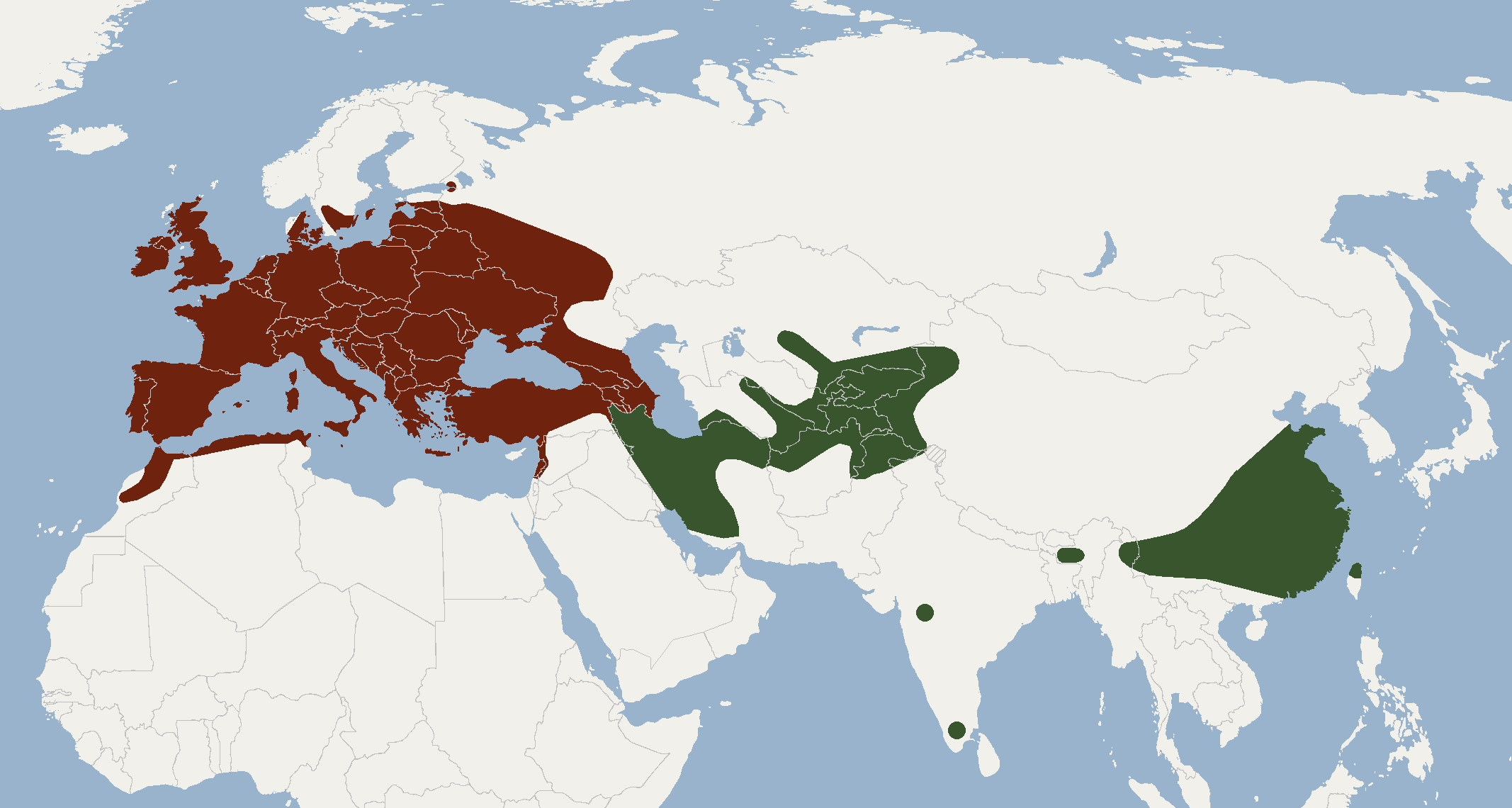
Distribution des sous-espèces de Pipistrellus pipistrellus selon l’IUCN: 1) en rougeâtre P. p. pipistrellus 2) en vert, P. p. aladdin

Pipistrellus pipistrellus est réparti en Europe, Ukraine, Biélorussie, Russie (jusqu’à Moscou), au Maghreb, Asie mineure, Caucase, Iran, Afghanistan, Asie centrale, Chine du Sud-Ouest et nord de Taiwan. En Europe, la limite nord est incertaine car de nombreuses données anciennes concernent P. pygmaeus.
C'est une espèce courante en France, Corse comprise, même en montagne.

## Populations et habitats

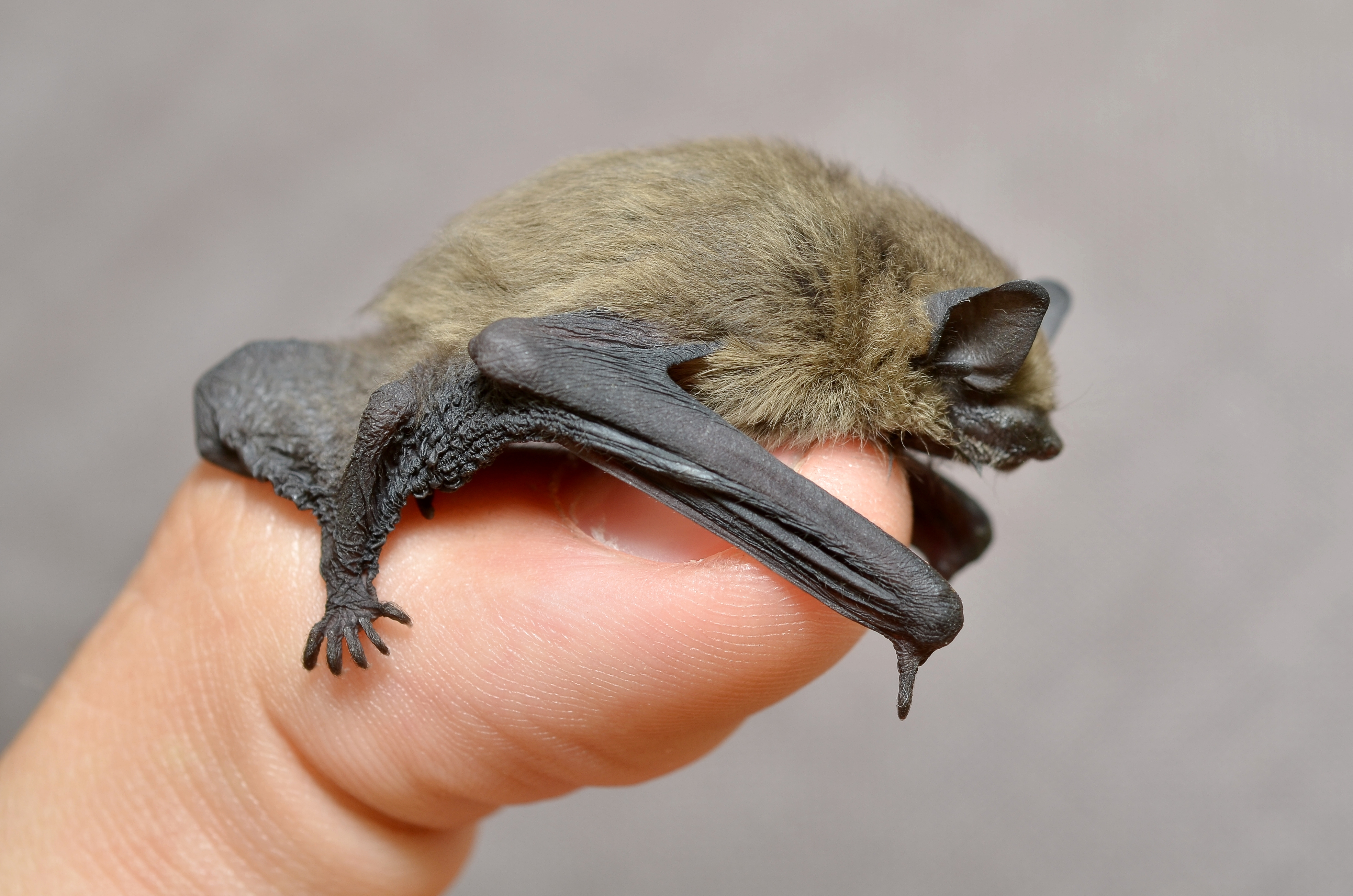
Pipistrelle commune, la patte arrière a 5 griffes servant à se suspendre, au bout de l’avant-bras, le pouce pointe vers le bas

- Habitat hivernal : dans les parties plus retirées des habitations, anfractuosités de rochers, dans les grottes, tunnels, ou caves. En Slovaquie et en Russie, il existe des grottes avec des regroupements massifs d’individus pour l’hibernation[6]
- Habitat estival : animal très opportuniste, lieux bien exposés[pas clair], dans les greniers des maisons, derrière des volets ou dans la toiture[11]. Des individus isolés gîtent aussi dans des fissures rocheuses ou derrière l’écorce des arbres.
- Lieu de chasse : chasse au-dessus des étangs, lisières, jardins, autour de lampadaires.

La pipistrelle commune hiberne de novembre à fin mars, généralement dans des endroits confinés dans des bâtiments non chauffés tels que les greniers, les églises, les fissures des abris sous roche, et dans les tunnels. Elle hiberne en solitaire ou forme de grands rassemblements. En Slovaquie et en Roumanie, il existe des grottes d’hibernation massive. Une grotte des Carpates roumaine fut découverte dans les années 1960, qui hébergeait plus de 60 000 pipistrelles communes ; cette colonie ne compte plus aujourd’hui que 32 000 individus. Ces regroupements gigantesques semblent être le propres du bassin des Carpates, car dans d’autres régions d’Europe, ils n’atteignent pas une telle ampleur.

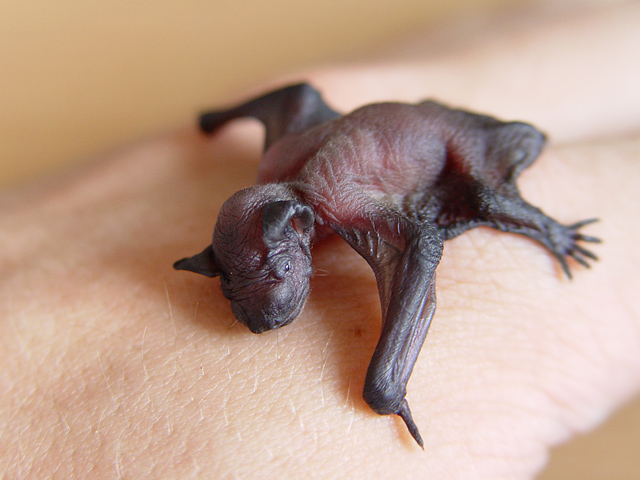
Nouveau-né nu, 5 doigts sur la patte arrière, au bout de l’avant-bras, le pouce dirigé vers le bas, les 4 autres doigts soutiennent la membrane de l’aile

De mai à septembre, les pipistrelles se regroupent dans des gîtes estivaux, dans des bâtiments inoccupés, des greniers ou derrière des volets. Pour la mise bas, les femelles se regroupent en colonies de 30 à une centaine d’individus, rarement jusqu’à 250 femelles. Elles changent de gîte en moyenne tous les 12 jours, isolément ou avec toute la colonie. Les colonies de plus de 1 000 individus concernent certainement la Pipistrelle pygmée.
La distance entre gîtes d’été et d’hiver n’excède pas 10-20 km.
La pipistrelle commune fréquente tous les milieux, les zones fortement urbanisées comme les maisons à la campagne. Pour la chasse, elle préfère les zones humides, les jardins et les parcs, puis les milieux forestiers et enfin les milieux agricoles. Elle est capable de s’alimenter autour des éclairages.

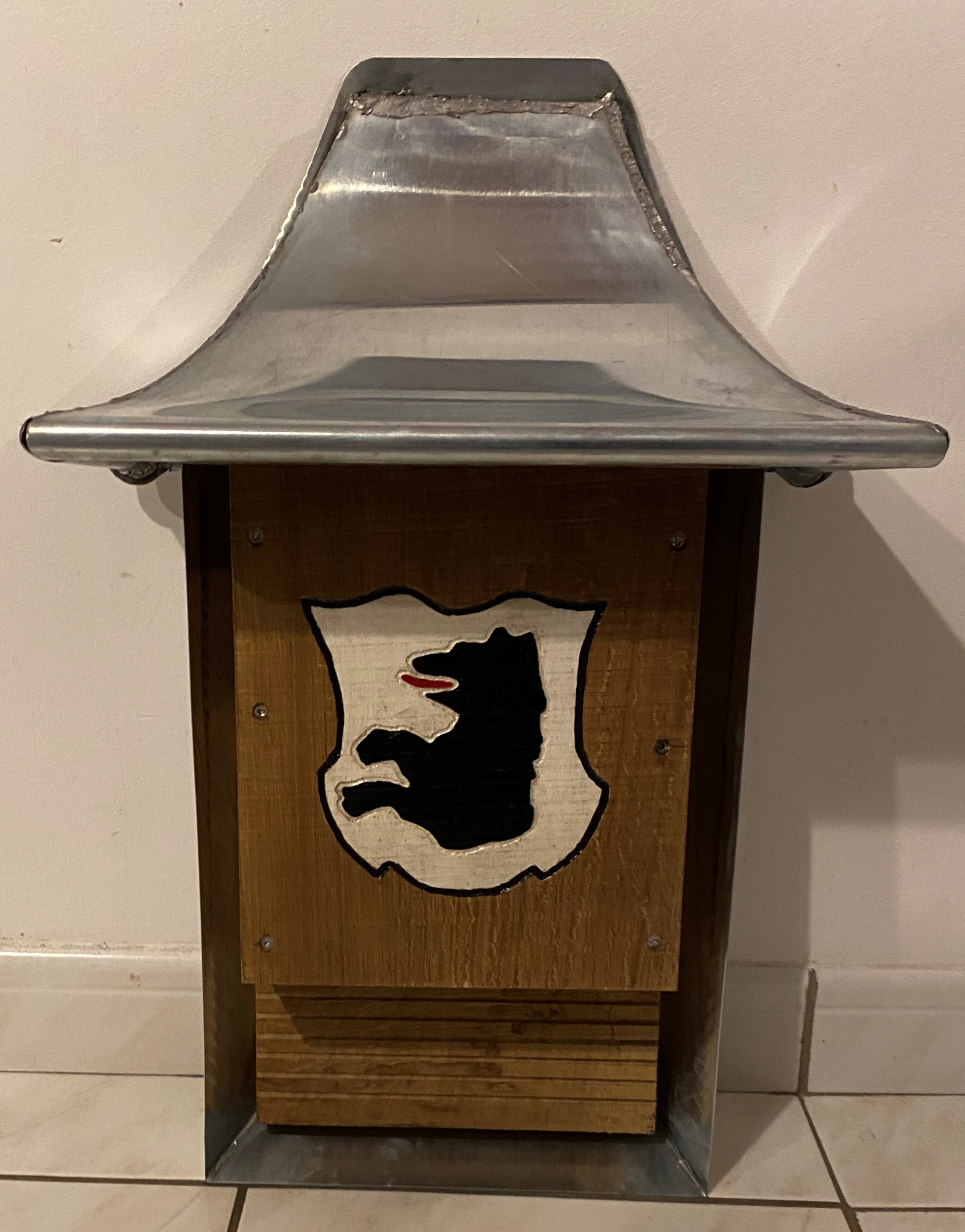
Nichoir à pipistrelles artisanal, avant sa pose en hauteur, avec blason du propriétaire des lieux.

## Activité
La pipistrelle commune est active dans le premier quart d’heure qui suit le coucher du soleil.
Elle a un vol sinueux et capture ses proies par des manœuvres rapides et des piqués. Elle patrouille généralement le long de structures linéaires. Des individus isolés, peuvent chasser pendant des heures dans un espace restreint, autour d’un lampadaire par exemple. Les distances de prospection dépassent rarement quelques kilomètres. Elle chasse entre 2 et 10 m du sol. En moyenne, les femelles gestantes vont à 1,8 km du gîte pour se nourrir, et à 1,3 km pendant l'allaitement

## Statut de conservation
La Pipistrelle commune est selon UICN :
- UE, France : préoccupation mineure (LC)
- Allemagne : non menacée

Menaces locales :
- destruction des gîtes
- utilisation des pesticides[6].